# 赤川童太
赤川 童太（あかがわ どうた、1917年 - 1988年）は、日本の漫画家。函館市出身。
帝国美術学校図案科を卒業したのち、サラリーマン、兵役を経て漫画家となる。1947年（昭和22年）11月に結成された漫画家の集団である独立漫画派に参加し、1953年（昭和28年）ごろには白鷗社の『笑の泉』で作品を執筆した。「KAPPA」というサインを使用し、一枚絵や短編漫画を手掛けた。
特にサイレント漫画の名手とされ、吉行淳之介は赤川のマンガを高く評価していた。1962年（昭和37年）10月に目黒にてイワタ・タケオ、坂口たけしと共に創作集団「ちゃり」を結成。1988年（昭和63年）、死去。
もりたなるおは赤川について、天才漫画家であったが、その作品は高い知性を持つ者でなければ理解できないものであったがためにその愛好者はごく限られたものだったとしている。